# Bijala
Bijala – miasto w Egipcie, w muhafazie Kafr asz-Szajch. W 2006 roku liczyło 66 663 mieszkańców.